# Vicellous Shannon
Vicellous Reon Shannon (* 11. April 1971 in Memphis, Tennessee) ist ein US-amerikanischer Schauspieler.

## Leben
Vicellous Reon Shannon wurde am 11. April 1971 in Memphis geboren und wuchs im kalifornischen Orange County auf. Während seiner High-School-Zeit galt er als vielversprechender Baseballspieler, konnte aber aufgrund einer komplizierten Kniesehnenverletzung keine Profikarriere einschlagen. Er widmete sich ab sofort der Schauspielerei und fuhr täglich zwei Stunden mit dem Bus nach Laguna Beach, wo er das Schauspiel lernte.
Anfang der 1990er Jahre konnte er als Episodendarsteller in Fernsehserien wie MacGyver, L.A. Law – Staranwälte, Tricks, Prozesse oder Sister, Sister erste Erfahrungen als Fernsehdarsteller sammeln. Außerdem übernahm er Nebenrollen in den Spielfilmen Jenseits der weißen Linie und Mighty Ducks II – Das Superteam kehrt zurück. 1994 wirkte er im Kurzfilm Kangaroo Court. Von 1996 bis 1997 verkörperte er die Rolle des Cornelius Hawkins in der Fernsehserie Dangerous Minds – Eine Klasse für sich. 1999 spielte er im Film Hurricane neben Denzel Washington die Rolle des Lesra Martin. Von 2001 bis 2002 war er in insgesamt 13 Episoden in der Fernsehserie 24 in der Rolle des Keith Palmer zu sehen. 2002 wirkte er im Film Das Tribunal an der Seite von Bruce Willis und Colin Farrell in der Rolle des Lt. Lamar T. Archer mit. Eine weitere, größere Rolle in einem militärisch angehauchten Film mimte er 2006 in Annapolis – Kampf um Anerkennung. 2017 spielte er im Nicolas-Cage-Film The Humanity Bureau – Flucht aus New America in der Rolle des Agent Porter mit.
Er ist Vater von zwei Töchtern.

## Filmografie (Auswahl)
- 1991: MacGyver (Fernsehserie, Episode 7x11)
- 1992: Jenseits der weißen Linie (Deep Cover)
- 1992: L.A. Law – Staranwälte, Tricks, Prozesse (L.A. Law, Fernsehserie, Episode 7x03)
- 1993: Roc (Fernsehserie, Episode 2x16)
- 1993: Crime & Punishment (Fernsehserie, Episode 1x02)
- 1993: Banner Times (Fernsehfilm)
- 1993: Dream On (Fernsehserie, Episode 4x01)
- 1994: M.A.N.T.I.S. (Fernsehfilm)
- 1994: Mighty Ducks II – Das Superteam kehrt zurück (D2: The Mighty Ducks)
- 1994: Sister, Sister (Fernsehserie, Episode 1x06)
- 1994: South Central (Fernsehserie, Episode 1x10)
- 1994: Picket Fences – Tatort Gartenzaun (Picket Fences, Fernsehserie, Episode 3x06)
- 1994: M.A.N.T.I.S. (Fernsehserie, Episode 1x11)
- 1994: Kangaroo Court (Kurzfilm)
- 1995: Chicago Hope – Endstation Hoffnung (Chicago Hope, Fernsehserie, Episode 1x11)
- 1995: Zooman (Fernsehfilm)
- 1995: Beverly Hills, 90210 (Fernsehserie, Episode 5x27)
- 1995: Party of Five (Fernsehserie, Episode 2x04)
- 1995: The Parent 'Hood (Fernsehserie, Episode 2x01)
- 1996: Moesha (Fernsehserie, Episode 1x01)
- 1996: Der Klient (The Client, Fernsehserie, Episode 1x17)
- 1996: L.A. Firefighters (Fernsehserie, 3 Episoden)
- 1996: Grand Avenue (Fernsehfilm)
- 1996: Don’t Look Back – Die Killer im Nacken (Don’t Look Back, Fernsehfilm)
- 1996–1997: Dangerous Minds – Eine Klasse für sich (Dangerous Minds, Fernsehserie, 17 Episoden)
- 1997: Ein Hauch von Himmel (Touched By An Angel, Fernsehserie, Episode 3x24)
- 1997: New York Cops – NYPD Blue (NYPD Blue, Fernsehserie, Episode 4x22)
- 1997: Allein gegen die Zukunft (Early Edition, Fernsehserie, Episode 2x06)
- 1997: The Parent 'Hood (Fernsehserie, Episode 4x10)
- 1998: Senseless
- 1998: Ich kann’s kaum erwarten! (Can’t Hardly Wait)
- 1998: David and Lisa (Fernsehfilm)
- 1998: Pensacola – Flügel aus Stahl (Pensacola: Wings of Gold, Fernsehserie, Episode 2x09)
- 1999: Hurricane
- 1999: 2 Little, 2 Late
- 1999: Ghost Soldier
- 2000: Auf der Woge des Erfolgs (Dancing in September)
- 2000: Freedom Song (Fernsehfilm)
- 2000: City of Angels (Fernsehserie, Episode 1x10)
- 2000: Für alle Fälle Amy (Judging Amy, Fernsehserie, Episode 1x21)
- 2001: Semper Fi – Treu bis in den Tod (Semper Fi)
- 2001–2002: 24 (24 – Twenty Four, Fernsehserie, 13 Episoden)
- 2002: Das Tribunal (Hart’s War)
- 2003: Without a Trace – Spurlos verschwunden (Without a Trace, Fernsehserie, Episode 2x08)
- 2003–2004: The Guardian – Retter mit Herz (The Guardian, Fernsehserie, 4 Episoden)
- 2003–2004: JAG – Im Auftrag der Ehre (JAG, Fernsehserie, 3 Episoden)
- 2004: Der letzte Flug zurück (Last Flight Out)
- 2004: The Shield – Gesetz der Gewalt (The Shield, Fernsehserie, Episode 3x11)
- 2004: Cold Case – Kein Opfer ist je vergessen (Cold Case, Fernsehserie, Episode 2x01)
- 2005: Shackles – Hölle hinter Gittern (Shackles)
- 2005: Dr. House (House, M.D, Fernsehserie, Episode 2x05)
- 2006: Annapolis – Kampf um Anerkennung (Annapolis)
- 2006–2007: CSI: Vegas (CSI: Crime Scene Investigation, Fernsehserie, 3 Episoden, verschiedene Rollen)
- 2008: Animal 2
- 2009: CSI: Miami (Fernsehserie, Episode 7x25)
- 2010: Sons of Anarchy (Fernsehserie, Episode 3x01)
- 2010: Pleading Guilty (Fernsehfilm)
- 2012: Ghost Soldiers
- 2012: The Mentalist (Fernsehserie, Episode 5x09)
- 2013: Bones – Die Knochenjägerin (Bones, Fernsehserie, Episode 9x03)
- 2016: The Trees (Kurzfilm)
- 2017: The Recall
- 2017: The Humanity Bureau – Flucht aus New America (The Humanity Bureau)
- 2018: Distorted: Nichts ist, wie es scheint (Distorted)